# Consistoire Paris
Das Consistoire Paris (Consistoire de Paris), mit Sitz in der französischen Hauptstadt Paris, wurde wie das Consistoire central israélite und weitere zwölf regionale Konsistorien von Napoleon durch ein kaiserliches Dekret vom 15. März 1808 geschaffen.

## Aufgaben
Die Konsistorien, die einen halbstaatlichen Status erhielten, sollten nach protestantischem Vorbild die inneren Angelegenheiten der jüdischen Glaubensgemeinschaft regeln. Das Konsistorium hatte den Kultus zu verwalten, die Juden zur Ausübung nützlicher Berufe anzuhalten und den Behörden die jüdischen Rekruten zu benennen.
In der dreigliedrigen hierarchischen Struktur stand oben das Consistoire central israélite (Zentrales Konsistorium) in Paris, dem die regionalen Konsistorien (Consistoires régionaux) unterstanden, und diesen waren die einzelnen jüdischen Gemeinden (communautés juives) untergeordnet. Die Konsistorien hatten die Aufgabe, die Religionsausübung innerhalb der staatlichen Gesetze zu überwachen und die Steuern festzulegen und einzuziehen, damit die Organe der jüdischen Konfession ihre Ausgaben bestreiten konnten.
Mit dem 1905 in Kraft getretenen Gesetz zur Trennung von Kirche und Staat endete die Zeit der Konsistorien. Die jüdischen Gemeinden mussten sich nun als Vereinigungen (associations) konstituieren und ohne staatliche Zuwendungen auskommen.

## Mitglieder
Jedes regionale Konsistorium besaß einen Großrabbiner und vier Laienmitglieder, die von den jüdischen Notabeln der angeschlossenen Gemeinden gewählt wurden.

## Zuständigkeit
Nach dem Annuaire israélite für 1855/56 war das Konsistorium von Paris für folgende Départements zuständig: Seine, Seine-Inférieure, Seine-et-Oise, Seine-et-Marne, Côte-d’Or, Nord, Pas-de-Calais, Marne, Loire-Inférieure, Maine-et-Loire, Morbihan, Ille-et-Vilaine, Vienne, Loiret, Indre-et-Loire, Loir-et-Cher, Finistère, Yonne, Somme und Aisne. Die angeschlossenen jüdischen Gemeinden hatten im Jahr 1855 insgesamt 20.000 Mitglieder.

## Jüdische Gemeinden
Stand 1855:
- Jüdische Gemeinde Paris
- Jüdische Gemeinde Châlons-en-Champagne (ab 1872 beim Consistoire Lille)
- Jüdische Gemeinde Dijon
- Jüdische Gemeinde Fontainebleau
- Jüdische Gemeinde Le Havre
- Jüdische Gemeinde Lille (ab 1872 beim Consistoire Lille)
- Jüdische Gemeinde Nantes
- Jüdische Gemeinde Orléans
- Jüdische Gemeinde Reims (ab 1872 beim Consistoire Lille)
- Jüdische Gemeinde Rouen
- Jüdische Gemeinde Valenciennes (ab 1872 beim Consistoire Lille)
- Jüdische Gemeinde Versailles

Nach dem Deutsch-Französischen Krieg von 1870/71 und der Annexion von Elsass-Lothringen durch das Deutsche Reich wurde mit dem Dekret vom 12. September 1872 die Einteilung der regionalen Konsistorien geändert. Die bei Frankreich verbliebenen Gebiete wurden neu aufgeteilt und gleichzeitig das Consistoire Lille und das Consistoire Vesoul neu geschaffen.
1872 gehörten folgende jüdische Gemeinden dem Pariser Konsistorium an:
- Jüdische Gemeinde Paris
- Jüdische Gemeinde Boulogne-sur-Seine
- Jüdische Gemeinde Elboeuf
- Jüdische Gemeinde La Ferté-sous-Jouarre
- Jüdische Gemeinde Fontainebleau
- Jüdische Gemeinde Le Havre
- Jüdische Gemeinde Melun
- Jüdische Gemeinde Orléans
- Jüdische Gemeinde Rouen
- Jüdische Gemeinde Tours
- Jüdische Gemeinde Versailles